# Six Mile
Six Mile es un pueblo ubicado en el condado de Pickens en el estado estadounidense de Carolina del Sur. El pueblo en el año 2000 tiene una población de 553 habitantes en una superficie de 4.7 km², con una densidad poblacional de 117.5 personas por km². 

## Geografía
Six Mile se encuentra ubicado en las coordenadas 34°48′7″N 82°49′4″O / 34.80194, -82.81778. Según la Oficina del Censo, el pueblo tiene un área total de 4,7 km² (1,8 mi²), de la cual 4,7 km² (1,8 mi²) es tierra y 0 km² (0 mi²) (0.55%) es agua.

### Localidades adyacentes
El siguiente diagrama muestra a las localidades en un radio de 16 kilómetros (9,9 mi) de Six Mile.

## Demografía
En el 2000 la renta per cápita promedia del hogar era de $48.571, y el ingreso promedio para una familia era de $51.667. El ingreso per cápita para la localidad era de $23.260. En 2000 los hombres tenían un ingreso per cápita de $39.792 contra $25.000 para las mujeres. Alrededor del 5.5% de la población estaba bajo el umbral de pobreza nacional. 